# Pino Ojeda
Pino Ojeda Quevedo, que firmaba sus obras como PinOjeda, (Teror, 17 de agosto de 1916-Las Palmas de Gran Canaria, 27 de agosto de 2002) fue una escritora y artista plástica española. Fue la primera mujer que fundó una galería de arte en Canarias, Galería Arte.

## Trayectoria

### Literatura
Se casó con Domingo María Doreste Morales en 1938, y comenzó a escribir poesía a partir de su muerte en 1939, durante la guerra civil española. Esta circunstancia le llevó a crear una literatura intimista que transita los temas de la soledad, el desamor, el paso del tiempo, la muerte y la esperanza.
En la revista tinerfeña Mensaje, dirigida por Pedro Pinto de la Rosa, dio a conocer algunos de sus poemas. Además, esta revista publicó su primer libro, Niebla de sueño, en 1947. Sin embargo, fue en 1953, año en el que logró el Primer Accésit en el Premio Adonais de Poesía con su poemario Como fruto en el árbol cuando empezó a ser reconocida a nivel nacional, realizando lecturas y recitales en ciudades como Madrid y Barcelona, donde estableció lazos de amistad con otros escritores españoles de posguerra.  
En 1952, creó Alisio-Hojas de poesía, una revista que vio la luz hasta mayo de 1954, y en la que publicaron autores de la época, como Juan Ramón Jiménez, Vicente Aleixandre, Carmen Conde, Gerardo Diego, Pedro Salinas, Gabriel Celaya e ilustrada por el pintor Juan Ismael; todos ellos, amigos de la autora con los que mantenía correspondencia epistolar y colaboraban en lecturas y recitales en diferentes ciudades del territorio nacional.
En 1955, con La piedra sobre el camino, obtuvo el tercer premio de poesía Tomás Morales. En 1956 recibió el Premio Tomás Morales con La piedra sobre la colina, un poema dividido en doce estancias publicado en 1964. En 1987 apareció El alba en la espalda, libro en el que hace un repaso a su vida; y en 1993, El salmo del rocío, libro de poemas que obtuvo el Primer Premio Mundial de Poesía Mística, convocado por la Fundación Fernando Rielo, en 1991. Póstumamente se publicó Árbol del espacio (2007), ilustrado por Plácido Fleitas y Juan Ismael.
Su obra está incluida en diversas antologías: la realizada por Carmen Conde, Poesía Femenina Española Viviente, en 1954; la llevada a cabo por María Romano Colangeli en Italia, titulada Voci femminili della lirica spagnola del 900 (Voces femeninas de la lírica española del novecientos), en 1964; o la realizada por Louis Bourne en una edición bilingüe, Contemporary Poetry from the Canary Islands (selección e introducción de Sebastián de la Nuez Caballero) en 1992, entre otras.
Ojeda ha sido traducida a los idiomas sueco, italiano, alemán, inglés y francés. Participó en revistas de proyección nacional e internacional, como Poesía Española (Madrid), Estafeta Literaria (Madrid), Revistart (Barcelona), Caracola (Málaga), Al-Motamid (Tetuán) o Profil Littéraire de la France (Bélgica, dirigida por Henri de Lescoët), por citar sólo algunas.
La mayor parte de su obra  permanecía inédita hasta la publicación de la antología Yo seguiré aquí. Poesía inédita (1946-2001), reunida y editada por Blanca Hernández Quintana y Fran Garcerá. Entre esos libros inéditos, se hallaban 22 poemarios, entre los que destacan: Sosegada querella (seleccionado para el premio Adonais de 1951), Los brotes nuevos (1952), Caleidoscopio del tedio (1952), La soledad y el tiempo (seleccionado para el premio Adonais de 1952), Sesenta poemas de amor y de fe (1954, poemas en prosa), Cuarenta poemas (1954), Trece palabras a Dios (1954), Desnuda como el ángel (1955, algunos de cuyos poemas fueron publicados en revistas), Ocho poemas. Semana de pasión (1959), Elegías (1964, algunas de ellas publicadas en revistas), Cancionero para José María Cossío (1978) y Pájaros del mismo plumaje (1979).
También se conservaba inédita la novela Con el paraíso al fondo (seleccionada para el Premio Nadal en 1954) y publicada finalmente en 2017; así como numerosos relatos, entre los que cabe citar: "Rupícula y Tucán" (1947), "Lucky cada día hacía su guardia" (1953), "Dos perros desengañados" (1953), "Maspalomas" (1954) o "El héroe o Diálogo de los tres niños en la Isla de San Pedro" (1954).
También  cultivó el género dramático, con una decena de obras que nunca llegaron a publicarse y entre las que destacan títulos como Morir sólo una vez (1950), El río no vuelve atrás (1951), El cuadro del niño dormido (1953), El hombre que se quedó en la guerra (1953) y El gran cobarde (1954).
Posteriormente a su fallecimiento se ha reeditado parte de su obra ya publicada e inédita.

### Artes plásticas
Ojeda combinó su faceta literaria con la artística. En el ámbito pictórico, expuso su obra en países como Estados Unidos, Suiza, Suecia, Alemania, Francia e Italia, realizando exposiciones individuales y colectivas, itinerantes y permanentes, en museos y galerías. Está considerada una de las precursoras del arte abstracto en Canarias.
En 1947 ingresó en la Escuela Luján Pérez, si bien ya habían transcurrido varios años desde que empezara a pintar. En 1955 expuso por primera vez su obra pictórica en la 3ª. Bienal Hispanoamericana de Arte en Barcelona. Dos años más tarde, se celebró la primera exposición antológica de su obra pictórica en el Instituto de Estudios Hispánicos del Puerto de la Cruz, en Tenerife. 
En los años cincuenta, fundó la Galería Arte en la Playa de Las Canteras, dedicada exclusivamente a la exposición y la venta de obras de numerosos artistas plásticos; y en 1959, exhibió su obra en la Biblioteca Nacional de París. En 1960, accedió a las Academias Municipales de Las Palmas. Al año siguiente, en 1961 creó junto a Felo Monzón, Francisco Lezcano, Lola Masseiu y Rafaely el Grupo Espacio. Exponiendo en la Escuela de Bellas Artes de Tenerife.
En 1964 expuso en Mallorca, en la Galería Grifé & Escoda, en cuyo catálogo Camilo José Cela presentaba la obra de Pino Ojeda. Este mismo año, también expuso en la Sala Club Pueblo, en Madrid. En 1965 destacó la exposición de la obra de Pino Ojeda en el Ateneo de Barcelona y en la Galería Syra. En 1972, Pino Ojeda exhibió sus obras en la Galería St. Paul de Estocolmo, en Suecia. Al año siguiente, expuso en la Galería Giorgi de Florencia, en Italia.
Entre 1973 y 1975 realizó estudios en la Escuela Superior de Bellas Artes de Las Palmas de Gran Canaria, y comenzó sus estudios de cerámica con el maestro Eduardo Andaluz.
En 1975, realizó su exposición en la Galería Margherita di Porto Potenza, en Italia. Un año más tarde, expuso en la Galería Luciano Berti, en Berna, Suiza; y en 1977, lo hizo en la Galería John W. Allen en Florida, Estados Unidos. Al año siguiente, expuso en la Galería Hans Kramer de Friburgo, en Alemania. En 1980 se celebró su 2.ª Exposición Antológica, en la inauguración de la Galería Malteses de Las Palmas de Gran Canaria.
Entre 1980 y 1983, su invalidez temporal sólo le permitió trabajar en obras de pequeño formato, y en sus dibujos psíquicos y collages. 

### Exposiciones a título póstumo
- En el año 2000, se realizó la 1.ª Exposición de “Pioneras del Arte Canario: Lola Massieu, Jane Millares, Pino Ojeda”, en el Casino de Las Palmas de Gran Canaria.
- En 2001, se celebró la 2.ª Exposición “Pioneras del Arte Canario”, en el Museo Municipal de Arucas.[10]
- Desde 2022. Exposición permanente de sus obras en la Casa Gourié-Museo municipal de Arucas.[11]
- En 2023 se celebran, en la Delegación del Gobierno de Canarias en Madrid, unas jornadas  en reconocimiento de Ojeda.[12]
- En 2023 se realiza exposición temporal sobre el Grupo Espacio en la Casa Gourié-Museo municipal de Arucas.

## Obra literaria

#### Poesía
- Niebla de sueño. (Ediciones de la revista Mensaje de Tenerife, 1947).
- Como el fruto en el árbol.  Accésit Premio Adonais 1954. (Ediciones Rialp).
- La piedra sobre la colina. (Tagoro- Imprenta Lezcano, 1964).
- El derrumbado silencio. Versos del exilio (1971). (Canarias eBook, 2017).
- El alba en la espalda. (Ediciones Torremozas, 1987).
- El Salmo del Rocío. (Fundación Fernando Rielo, 1993).
- Árbol del espacio. (Dirección General del Libro, Archivos y Bibliotecas del Gobierno de Canarias, 2007).

#### Novela
- Con el paraíso al fondo. (Las Palmas de Gran Canaria, [1954] 2017)

#### Antologías
- Antología poética. (Canarias eBook, 1997).
- Obra poética (Ediciones del Cabildo de Canarias, 2016).
- Más allá del silencio. Antología poética. (Ediciones Torremozas, 2018).
- Yo seguiré aquí. Poesía inédita (1946-2001). (Ediciones Torremozas, 2022).

## Reconocimientos
- En 1962, recibió el Primer Premio en el Certamen Nacional de Artes Plásticas por su obra "Ciudad amurallada".
- En 1966 recibió recibió el Primer Premio de Pintura en la 12 Exposición Regional de Bellas Artes, por su obra "Serenidad", en el Gabinete Literario de Las Palmas de Gran Canaria.
- En 2000 se le concedió el título de Hija Adoptiva de la Ciudad de Las Palmas de Gran Canaria.
- En 2001 fue nombrada Hija Predilecta del municipio de Teror.
- Se le otorgó el Can de Plata del Excmo. Cabildo Insular de Gran Canaria.
- Cuenta con un busto de bronce, realizado por el escultor Teo Mesa, en el Auditorio de Teror.[13]
- En su localidad de nacimiento, Teror, se le dedicó una calle con su nombre.[14][15]
- El Ayuntamiento de Las Palmas de Gran Canaria denominó una de sus calles en el barrio de La Galera, distrito Tamaraceite-San Lorenzo-Tenoya,  con su nombre.[16] Calle Pino Ojeda (Pintora-Poeta).
- En el año 2018 fue la protagonista del "Día de las Letras Canarias", recibiendo varios homenajes que destacaban la calidad  de su obra.[17][10]
- En 2020 el Ayuntamiento de Guía de Isora denominó una de sus calles con su nombre.[18]
- Publicación del monográfico Pino Ojeda – Biblioteca de Artistas Canarios.[19]
- Los Institutos de Educación Secundaria: IES Teror (2021), IES Mesa y López (2022) e IES Pablo Montesino (2022), han renombrado sus bibliotecas escolares con el nombre de Pino Ojeda.
- En 2025 fue designada Hija predilecta de Gran Canaria por parte del Cabildo Insular de Gran Canaria.[20]